# Campeonato Uruguaio de Futebol de 1946
O Campeonato Uruguaio de Futebol de 1946 foi a 15ª edição da era profissional do Campeonato Uruguaio. O torneio consistiu em uma competição com dois turnos, no sistema de todos contra todos. O campeão foi o Nacional.

## Classificação[2]
| Pos | Equipe               | Pts | J  | V  | E | D  | GP | GC | SG  |
| --- | -------------------- | --- | -- | -- | - | -- | -- | -- | --- |
| 1°  | Nacional             | 32  | 18 | 15 | 2 | 1  | 63 | 24 | 39  |
| 2°  | Peñarol              | 28  | 18 | 12 | 4 | 2  | 53 | 21 | 32  |
| 3°  | River Plate          | 21  | 18 | 10 | 1 | 7  | 28 | 21 | 7   |
| 4°  | Defensor             | 18  | 18 | 7  | 4 | 7  | 40 | 31 | 9   |
| 5°  | Central              | 16  | 18 | 5  | 6 | 7  | 33 | 39 | -6  |
| 6°  | Rampla Juniors       | 16  | 18 | 6  | 4 | 8  | 24 | 37 | -13 |
| 7°  | Miramar              | 14  | 18 | 4  | 6 | 8  | 24 | 44 | -20 |
| 8°  | Liverpool            | 13  | 18 | 4  | 5 | 9  | 31 | 38 | -7  |
| 9°  | Montevideo Wanderers | 13  | 18 | 5  | 3 | 10 | 27 | 43 | -16 |
| 10° | Progreso             | 9   | 18 | 3  | 3 | 12 | 27 | 52 | -25 |

|  | Campeão.                     |
|  | Rebaixado à Segunda Divisão. |

Promovido para a próxima temporada: Cerro.
| Campeonato Uruguaio de 1946   |
| ----------------------------- |
| Nacional Campeão (19º título) |